# 翠峰乡
翠峰乡是中国陕西省西安市周至县下辖的一个乡。

## 行政区划
翠峰乡下辖以下行政区：
官村、下宝玉村、上宝玉村、官庄村、丁家凹村、东红村、农林村、五联村、稻玉村、史务村、新联村、马家庄村、刘家寨村、西肖村、东肖村、陈东村、陈西村、陈北村